# Apaja
Apaja är en sjö i Finland. Den ligger i kommunen Haapavesi i landskapet Norra Österbotten, i den centrala delen av landet, 400 km norr om huvudstaden Helsingfors. Apaja ligger 120,7 meter över havet. Arean är 1,49 kvadratkilometer och strandlinjen är 5,61 kilometer lång. Sjön  ingår i Pyhäjoki älvs huvudavrinningsområde.   Den ligger vid sjön Ainalijärvi. I omgivningarna runt Apaja växer i huvudsak blandskog.
I övrigt finns följande i Apaja:
- Kantavasaari (en ö)

I övrigt finns följande vid Apaja:
- Ainalijärvi (en sjö)